# Classificació de Cutter
La Classificació Expansiva de Cúter (EC) és un sistema de classificació desenvolupat per Charles Ammi Cutter. Fa servir lletres i números per a proporcionar un codi alfanumèric als cognoms dels autors dels documents, en contrast amb la Classificació Decimal de Dewey que només utilitza nombres, i la Classificació de la Biblioteca del Congrés que utilitza una combinació de lletres i números.
És una de les més antigues i va influir sobre altres posteriors, especialment sobre el sistema de Classificació de la Biblioteca del Congrés dels Estats Units.
Aquesta classificació es considera font d'informació terciària en ser un producte documental destinat al control i recuperació de la informació.
Cutter va dividir les matèries en grans grups que poden ampliar-se; el resultat de la classificació és un document que remet a referències catalogràfiques, que al seu torn és font secundària dels documents originals.